# Kanabinoidni receptor
Kanabinoidni receptori su klasa membranskih receptora iz familije G protein-spregnutih receptora. Oni su tipični G protein-spregnuti receptori, sa sedam transmembranskih domena. Kanabinoidne receptore aktiviraju tri glavne gurpe liganda, endokanabinoidi (koji se proizvode ut telu sisara), biljni kanabinoidi (poput THC, iz biljke kanabis) i sintetičkih kanabinoida (kao što je HU-210). Svi endokanabinoidi i biljni kanabinoidi su lipofilni, i.e. jedinjenja rastvorna u masti.
Poznate su dva tipa receptora. Oni se nazivaju 1 i 2. 1 receptor je izražen uglavnom u mozgu (centralnom nervnom sistemu, CNS), ali isto tako i u plućima, jetri i bubrezima. CB2 receptor je prvenstveno izražen u imunskom sistemu i u hematopoetskim ćelijama. Sve više dokaza sugeriše da postoje novi kanabinoidni receptori, koji su izraženi u ćelijama endotela i u CNS-u. Vezivanje nekoliko kanabinoida za G protein-spregnute receptore mozga je bilo opisano 2007. godine.
Proteinske sekvence CB1 i 2 receptora su oko 44% slične. Kad se samo transmembranski regioni receptora uzmu u obzir, aminokiselinska sličnost između ova dva tipa receptora je približno 68%. Manje varijacije ovih receptora su bile identifikovane. Kanabinoidi se vezuju reverzibilno i stereo-selektivno za kanabinoidne receptore. Afinitet individualnih kanabinoida za pojedini receptor određuje efekat liganda. Kanabinoidi koji su u većoj meri selektivni za pojedini receptor su poželjniji za medicinsku upotrebu.

## Literatura
1. ↑  Howlett AC (2002). „The cannabinoid receptors”. Prostaglandins Other Lipid Mediat. 68-69: 619—31. PMID 12432948. doi:10.1016/S0090-6980(02)00060-6.
2. ↑  Mackie K (2008). „Cannabinoid receptors: where they are and what they do”. J. Neuroendocrinol. 20 Suppl 1: 10—4. PMID 18426493. doi:10.1111/j.1365-2826.2008.01671.x.
3. ↑  Graham ES, Ashton JC, Glass M (2009). „Cannabinoid receptors: a brief history and "what's hot"”. Front. Biosci. 14: 944—57. PMID 19273110.
4. 1 2  Sylvaine G, Sophie M, Marchand J, Dussossoy D, Carriere D, Carayon P, Monsif B, Shire D, LE Fur G, Casellas P (1995). „Expression of Central and Peripheral Cannabinoid Receptors in Human Immune Tissues and Leukocyte Subpopulations”. Eur J Biochem. 232 (1): 54—61. PMID 7556170. doi:10.1111/j.1432-1033.1995.tb20780.x.
5. ↑  Matsuda LA, Lolait SJ, Brownstein MJ, Young AC, Bonner TI (1990). „Structure of a cannabinoid receptor and functional expression of the cloned cDNA”. Nature. 346 (6284): 561—4. PMID 2165569. doi:10.1038/346561a0.
6. ↑  Gérard CM, Mollereau C, Vassart G, Parmentier M (1991). „Molecular cloning of a human cannabinoid receptor which is also expressed in testis”. Biochem. J. 279 (Pt 1): 129—34. PMC 1151556 . PMID 1718258.[мртва веза]
7. ↑  Pacher P, Mechoulam R (2011). „Is lipid signaling through cannabinoid 2 receptors part of a protective system?”. Prog Lipid Res. PMID 21295074. doi:10.1016/j.plipres.2011.01.001. Текст „ in press ” игнорисан (помоћ)
8. ↑  Begg M, Pacher P, Bátkai S, Osei-Hyiaman D, Offertáler L, Mo FM, Liu J, Kunos G (2005). „Evidence for novel cannabinoid receptors”. Pharmacol. Ther. 106 (2): 133—45. PMID 15866316. doi:10.1016/j.pharmthera.2004.11.005.
9. ↑  Ryberg E, Larsson N, Sjögren S, Hjorth S, Hermansson NO, Leonova J, Elebring T, Nilsson K, Drmota T, Greasley PJ (2007). „The orphan receptor GPR55 is a novel cannabinoid receptor”. Br. J. Pharmacol. 152 (7): 1092—101. PMC 2095107 . PMID 17876302. doi:10.1038/sj.bjp.0707460.
10. ↑  Munro S, Thomas KL, Abu-Shaar M (1993). „Molecular characterization of a peripheral receptor for cannabinoids”. Nature. 365 (6441): 61—65. PMID 7689702. doi:10.1038/365061a0.

## Spoljašnje veze
- Cannabinoid+Receptors на 
- The Endocannabinoid System Network (ECSN) - CB1 receptor
- „Cannabinoid Receptors”. IUPHAR Database of Receptors and Ion Channels. International Union of Basic and Clinical Pharmacology. Архивирано из оригинала 02. 09. 2012. г.